# The Golden Archipelago
The Golden Archipelago è il sesto album in studio del gruppo musicale statunitense Shearwater, pubblicato nel 2010.

## Tracce
1. Meridian – 3:37
2. Black Eyes – 3:40
3. Landscape at Speed – 4:33
4. Hidden Lakes – 3:47
5. Corridors – 2:46
6. God Made Me – 4:23
7. Runners of the Sun – 2:53
8. Castaways – 3:16
9. An Insular Life – 3:09
10. Uniforms – 3:49
11. Missing Islands – 2:18